# Mansuphantes parmatus
Mansuphantes parmatus là một loài nhện trong họ Linyphiidae.
Loài này thuộc chi Mansuphantes. Mansuphantes parmatus được Andrei V. Tanasevitch miêu tả năm 1990.